# Jonathan Rodríguez (zapaśnik)
Jonathan Rodríguez – portorykański zapaśnik walczący w stylu wolnym. Zajął czternaste miejsce na mistrzostwach świata w 2003. Brązowy medalista mistrzostw panamerykańskich w 2004 roku.